# 兵庫県立国際高等学校
兵庫県立国際高等学校（ひょうごけんりつ こくさいこうとうがっこう）は、兵庫県芦屋市にある公立高等学校である。敷地内に兵庫県立芦屋国際中等教育学校を併設し、授業や特別活動・行事などで連携を図っている。

## 概要
前身は旧兵庫県立芦屋南高等学校の国際文化科で、40名1クラスだったこの科を120名3クラスに拡大したものといえる。敷地・校舎は旧兵庫県立芦屋南高等学校のものを引き続き使用している。

### 特長・特色
- 1年生は必修科目を主に学び、2年生以降は単位制の利点を生かし、生徒一人ひとりの進路や興味・関心に合わせて、多くの選択科目の中から学びたい科目を選択できる。
- 2年生は第2外国語として、フランス語、ドイツ語、イタリア語、スペイン語、中国語、韓国語から選択し、それらの言語を学ぶ。6ヶ国総て母語話者が指導に加わり、日常会話が可能なレベルを目指す。更に学習を進めたい生徒は、3年生に、最大週に4時間それらの言語を学ぶことができる。
- 毎年2年生はイギリス、カナダ、オーストラリア、アメリカから1ヶ国選んで海外研修旅行に行くことができる。

## 沿革

### 設立の経緯
中等教育学校と国際高等学校の設立構想は、1999年6月30日に発表された全日制高等学校長期構想検討委員会の「21世紀を展望した兵庫の高等学校教育改革について」に基づくものである。2000年2月に兵庫県教育委員会が「県立高等学校教育改革第1次実施計画」を発表し、国際高校を併設した中等教育学校の推進計画対象校に兵庫県立芦屋南高校が選ばれた。対象に選ばれた理由として、国際文化科を設置するなど帰国生徒教育の実績と交通の便の良さの2点が挙げられている。
両校の設立に向けた準備は、2000年4月から兵庫県教育委員会高等教育課の指導のもとに芦屋南高校の人員を中心に進められていった。やがて芦屋南高校の運営と両校の設立準備を平行して行うことが困難になり、2002年以降、国際高校の準備は芦屋南高校、中等教育学校の準備は兵庫県教育委員会高等教育課によって行われるようになった。

### 年表
- 2000年2月 - 「県立高等学校教育改革第1次実施計画」が策定される。国際高校を併設した中等教育学校の推進計画対象校に兵庫県立芦屋南高等学校が選ばれる。
- 2002年12月10日 - 新設国際科高等学校の名称が「兵庫県立国際高等学校」に決定する。
- 2003年 - 芦屋南高校敷地内に兵庫県立国際高等学校が開校。同時に敷地内に県内初の中高一貫校となる兵庫県立芦屋国際中等教育学校も開校。設立初年度より、文部科学省からスーパー・イングリッシュ・ランゲージ・ハイスクールに指定される（3年間）。
- 2007年 - 体育館耐震補強その他建築工事竣工。国際交流ホール棟竣工。文部科学省「高等学校等における外国語教育多様化推進地域事業」フランス・スペイン語推進校に指定される。
- 2012年 - 文部科学省「英語力を強化する指導改善の取組」拠点校に指定される。
- 2013年 - 文部科学省「英語によるコミュニケーション能力・論理的思考力を強化する指導改善の取組」拠点校に指定される。
- 2014年 - 文部科学省「外部専門機関と連携した英語力指導向上研修」協力校に指定される。
- 2015年 - 文部科学省「スーパーグローバルハイスクール」（SGH）に指定される（5年間）。

## 基礎データ

### 所在地
- 兵庫県芦屋市新浜町1番2号

### 設置学科
- 国際科（単位制）

### 通学区域
- 兵庫県
  - 県下全域

### 校名
校名は、2002年12月20日に正式決定された。芦屋南高校の歴史を前提に設立された学校であり、芦屋南高校からの要望は第一に「芦屋南国際高校」、第二に「芦屋国際高校」、第三に「国際高校」であった。しかし、旧校名では新鮮さにかける、シンプルな方がよい、兵庫県下初の国際高校であるなどの意見が教育委員会であり、最終的に当時の兵庫県知事貝原俊民の判断で現校名に決定した。

### 校歌
校歌の作曲は三木稔による。

### アクセス
- 阪神本線打出駅から南へ約900m
- 阪急バス「芦屋浜営業所前」バス停下車すぐ

## 部活動
主にジャズバンド部、カヌー部、邦楽部が全国大会に出場している。

## 周辺
- 阪神電気鉄道本線・打出駅
- 兵庫県立海洋体育館